# François Gobelin
François Gobelin (?-1692) est un prêtre, et abbé commendataire, confesseur de Scarron et de son épouse Françoise d'Aubigné, premier aumônier de la Maison royale de Saint-Louis.

## Biographie
De la famille des teinturiers dont Gilles Gobelin à la base de la création de la manufacture des Gobelins à Paris, sous François Ier, il est le quatrième enfant de Balthazar(d), alias Claude Gobelin, et Anne Abra de Raconis ou de Pierre et Marguerite Le Bret.
Ancien officier, il est tonsuré en 1663, docteur en Sorbonne en 1666, il est abbé commendataire de l'abbaye Notre-Dame de Coatmalouen en 1668 et reçoit du roi une pension de 2000 livres à partir de 1686. Chapelain de l'Hôtel d'Albret, il est choisi par Scarron comme directeur de conscience et confesseur de Françoise d'Aubigné, marquise de Maintenon avec laquelle il tissera des liens d'amitié. Elle lui confiera la charge d’aumônier de la maison de Saint-Cyr.
Il est l'oncle de l'abbé Claude Le Ragois (16..-1683).
Une tradition, une légende peut-être, veut que la Vierge à l'Enfant qui est peinte au-dessus des fonts baptismaux dans l’église Saint-Hermeland de Bagneux, soit le portrait de la marquise de Maintenon. En effet, la ressemblance est frappante. Ce qui donnerait une apparence de vérité à cette tradition, c’est que le chanoine François Gobelin, qui fut longtemps le confesseur et l'ami de Madame de Maintenon, demeurait à Bagneux et qu’il venait souvent visiter Scarron à Fontenay.
L'Abbé Angot indique que la famille Gobelin eut de grands intérêts dans la Mayenne, à Bourgeau, et la Macheferrière (Astillé), la Peillerie (Évron), Fontaine-Roux (Saint-Georges-sur-Erve) et Rouperroux (Assé-le-Bérenger.).

## Blason
« d'azur à un chevron d'argent accompagné de deux étoiles d'or en chef, et d'un demi-vol contourné de même en pointe ».